# St-Jacques-du-Haut-Pas

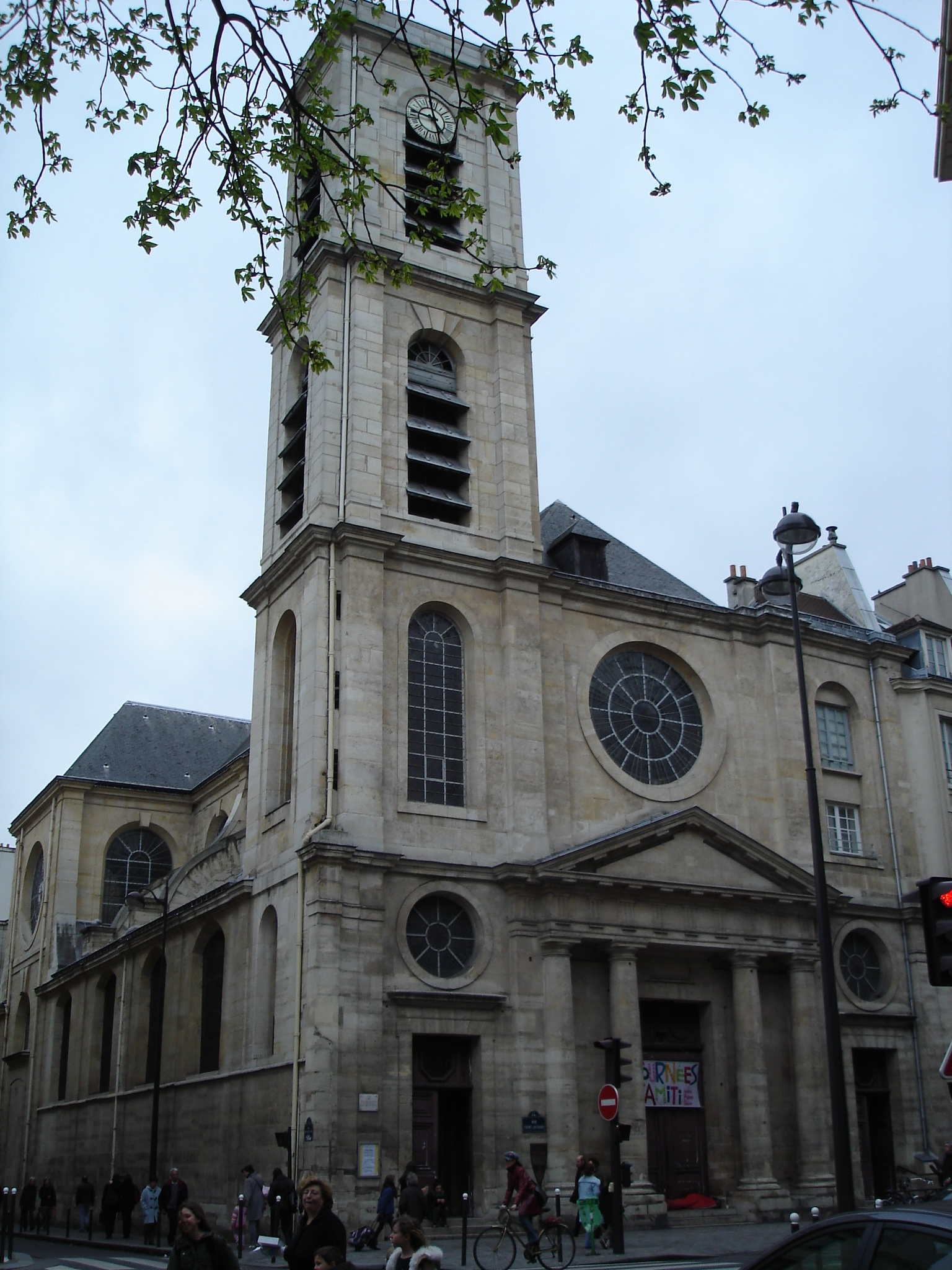
Saint-Jacques-du-Haut-Pas

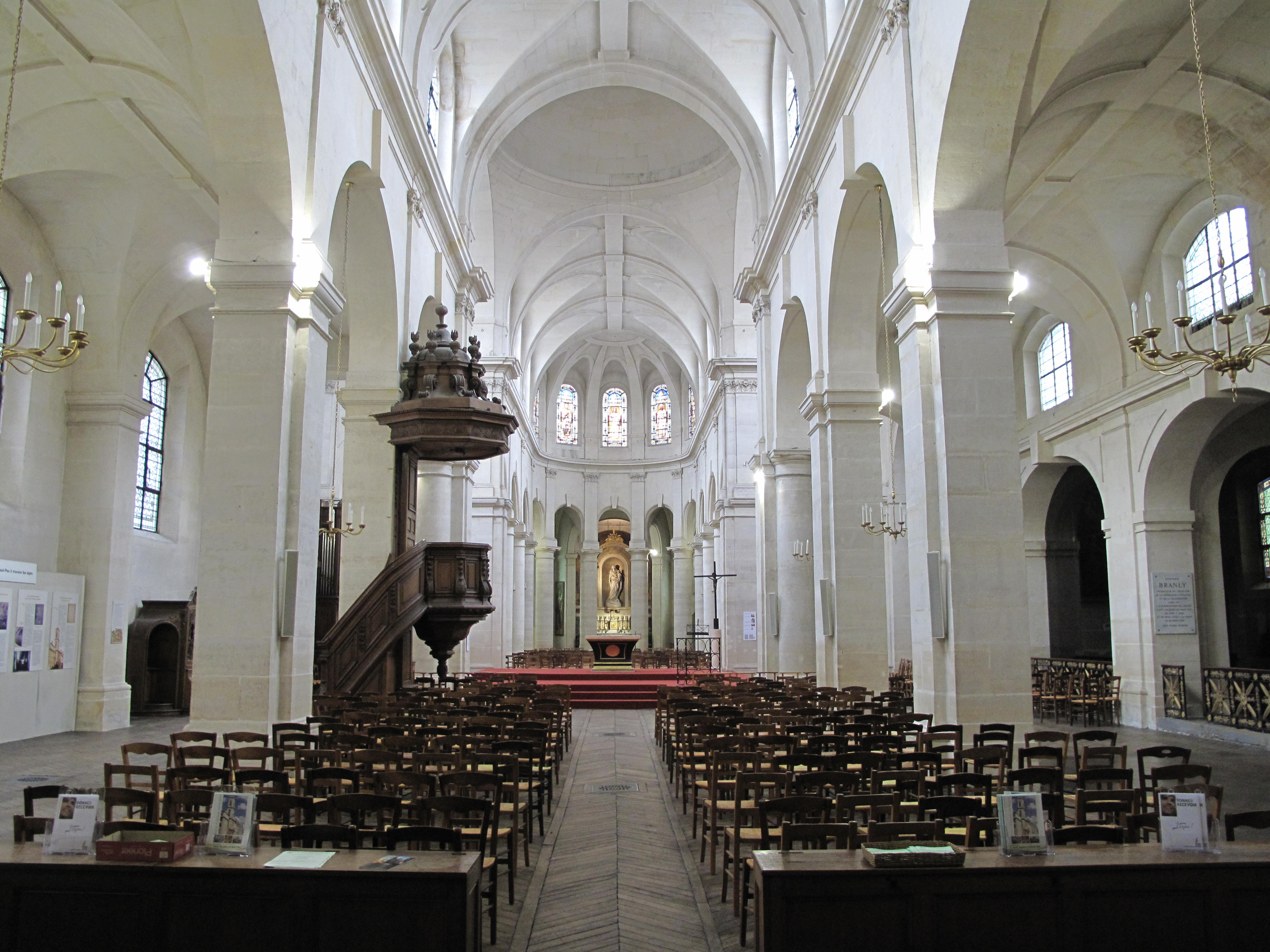
Blick durch das Kirchenschiff

Saint-Jacques-du-Haut-Pas ist eine Pfarrkirche in der Rue Saint-Jacques Nr. 252 im 5. Arrondissement in Paris.

## Geschichte
Saint-Jacques-du-Haut-Pas ersetzte eine kleinere, im Jahr 1584 unter der Leitung des Maurermeisters Gourgueron errichtete Pfarrkapelle. Den Grundstein legte am 2. September 1630 Gaston d’Orléans, der Bruder Ludwigs XIII. Für die Errichtung des Chors war die Maurerfamilie Janson verantwortlich. Das Material stellten die Steinbruchbesitzer unentgeltlich zur Verfügung, die Gesellen der verschiedenen Handwerksstände arbeiteten einen Tag in der Woche ohne Lohn. Nach seiner Fertigstellung wurden die Arbeiten aus finanziellen Gründen unterbrochen und konnten erst am 19. Juli 1675 wieder aufgenommen werden, nachdem Anne Geneviève de Bourbon-Condé, Herzogin von Longueville und Schwester von Louis II. de Bourbon-Condé (Grand Condé), entsprechende Mittel zur Verfügung gestellt hatte. Das Kirchenschiff und das Querhaus entstanden in den Jahren von 1676 bis 1683 unter der Leitung des Architekten Daniel Gittard, der 1683 den südlichen Fassadenturm errichtete. Der nördliche fehlt bis heute. Die Weihe erfolgte am 6. Mai 1685. Im Jahr 1688 wurde der Bau nach Plänen des Architekten Libéral Bruant durch eine Scheitelkapelle ergänzt.

## Name
Der Name der Kirche leitet sich ab von dem geistlichen Ritter- und Hospitalorden San Giacomo di Altopascio, der in Altopascio (frz.: Haut Pas) bei Lucca gegründet worden war. Dieser besaß seit dem Jahr 1180 auf dem der Kirche benachbarten Grundstück die Kommende Saint-Jacques-du-Haut-Pas, die als Hospiz genutzt und auch nach Aufhebung des Ordens im Jahr 1459 weitergeführt wurde.

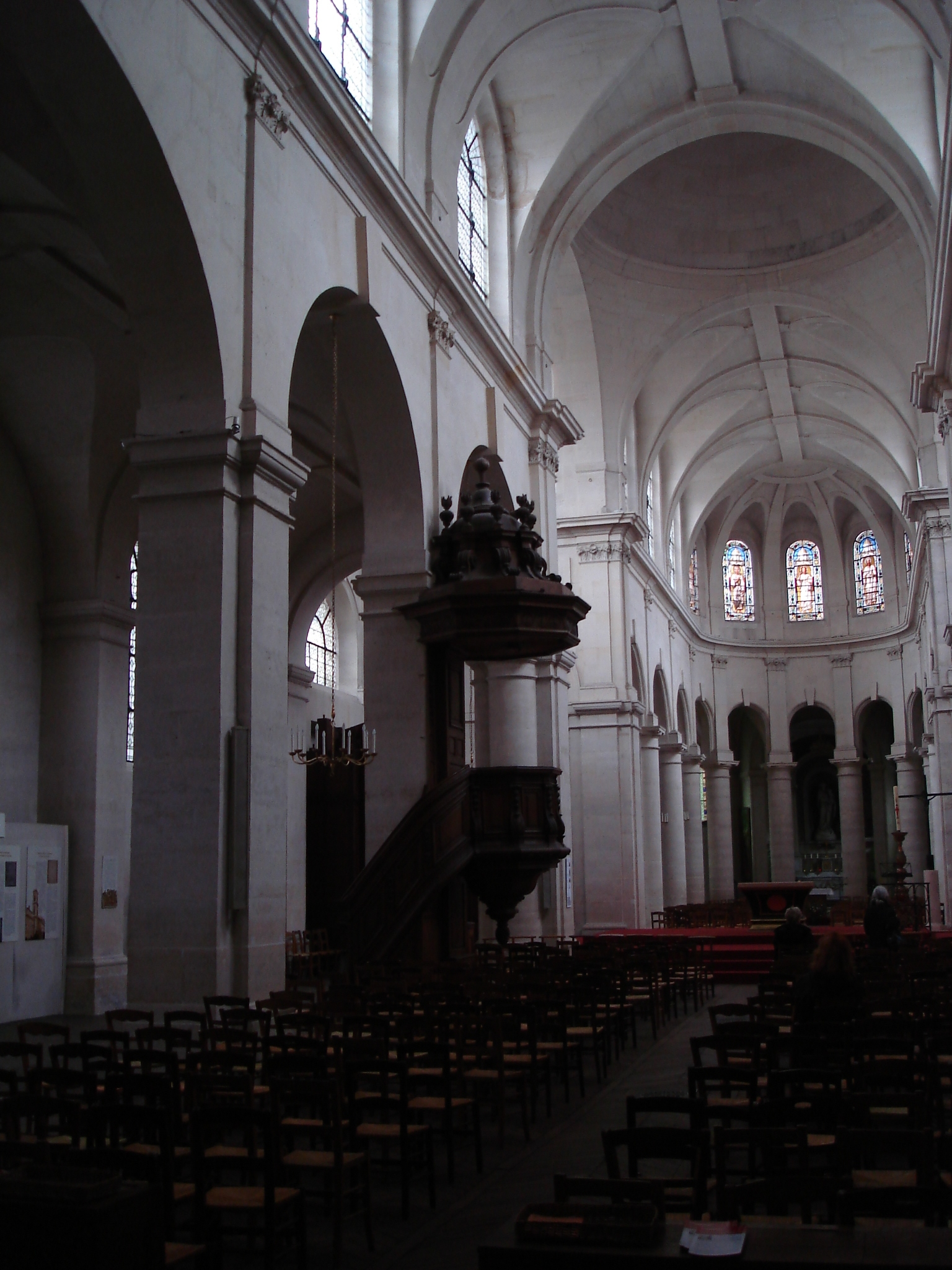
Hauptschiff mit Kanzel aus dem Jahr 1677 von Jacques Cacquelart

## Architektur
Saint-Jacques-du-Haut-Pas ist eine dreischiffige, nicht geostete Kirche. Ihr Chor weist nach Westen. Die zweigeschossige, nüchterne Fassade bietet ein schlichtes, rechteckiges Hauptportal, dem allerdings ein dorischer Portikus mit einem unverzierten Giebel vorgelagert ist, über dem im ersten Geschoss eine schlichte Fensterrose eingelassen ist. Über den kleineren Seitenportalen, ebenfalls rechteckig und von Fensterrosen bescheidenerer Ausmaße gekrönt, ist das zweite Geschoss von hohen Rundbogenfenstern durchbrochen. Nur der südliche (linke) der beiden geplanten Türme wurde fertiggestellt.
Das vierjochige, zweigeschossige Hauptschiff ist mit Rundbogenarkaden versehen und wie die Seitenschiffe mit schlichten Tonnengewölben bedeckt, in welche tiefe Stichkappen für die hohen, rundbogigen Obergadenfenster eingelassen wurden. Eine Kuppel überwölbt die Vierung, Tonnengewölbe mit Stichkappen die Querhausarme. Der lange, schmale Chor mit drei geraden Jochen im gotischen Stil und einer fünfteiligen Apsis ist von einem engen Deambulatorium und Kapellen umgeben. Sowohl der Chorumgang als auch die Kapellen sind jeweils von einem einzigen Kreuzrippengewölbe bedeckt. Die der Jungfrau Maria geweihte rechteckige Scheitelkapelle schließen zwei mit Halbkuppeln gewölbte Apsiden ab. Die hier befindlichen Wandmalereien führte Auguste-Barthélemy Glaize im Jahr 1868 aus.

## Mobiliar
Unter dem Kirchenmobiliar und sonstigen Kunstwerken sind hervorzuheben:
- der Hochaltar unter der Vierung, von Léon Zack;
- die schlichte Kanzel von 1677, ein Werk von Jacques Cacquelart;
- der „Heilige Jakobus“, Skulptur von 1988, von Nicolas Alquin, im nördlichen Seitenschiff
- die „Grablegung“, Skulpturengruppe von 1819, von Charles Degeorge, im nördlichen Seitenschiff;
- der „Heilige Jakobus als Pilger“ aus dem 14. Jahrhundert, im Chorumgang;

Gemälde:
- „Mariä Verkündigung“ von 1630, den Brüdern Le Nain zugeschrieben, im nördlichen Seitenschiff;
- „Jesus heilt die Schwiegermutter von Petrus“ von 1600, von Denys Calvaert, im südlichen Seitenschiff;
- „Reue des Petrus“ von Jean Restout der Jüngere, im südlichen Seitenschiff;
- Vier Tafelgemälde mit den vier „Tugenden“ von 1665, früher Eustache Lesueur, heute eher Nicolas Mignard, genannt Mignard d’Avignon, zugeschrieben, im südlichen Seitenschiff;
- „Jesus und die Kinder“ von 1792, von François Gérard, im südlichen Seitenschiff;
- „Martyrium der heiligen Felizitas“, Sébastien Bourdon zugeschrieben, im südlichen Seitenschiff;
- „Darstellung der Jungfrau Maria im Tempel“, Kopie von Jacques-Bernard Humbert nach einem Gemälde von Hyacinthe Collin de Vermont, im Chorumgang;
- „Mariä Himmelfahrt“ von 1765, von Étienne Jeaurat, in der Sakristei;
- „Die vier lateinischen Kirchenväter“ aus der Werkstatt von Claude Vignon, in der Sakristei;
- Elf Tafelgemälde mit den „Sieben Sakramenten“ und „Vier Evangelisten“ von 1851 und 1854, von Sébastien Norblin de La Gourdaine;

## Orgel

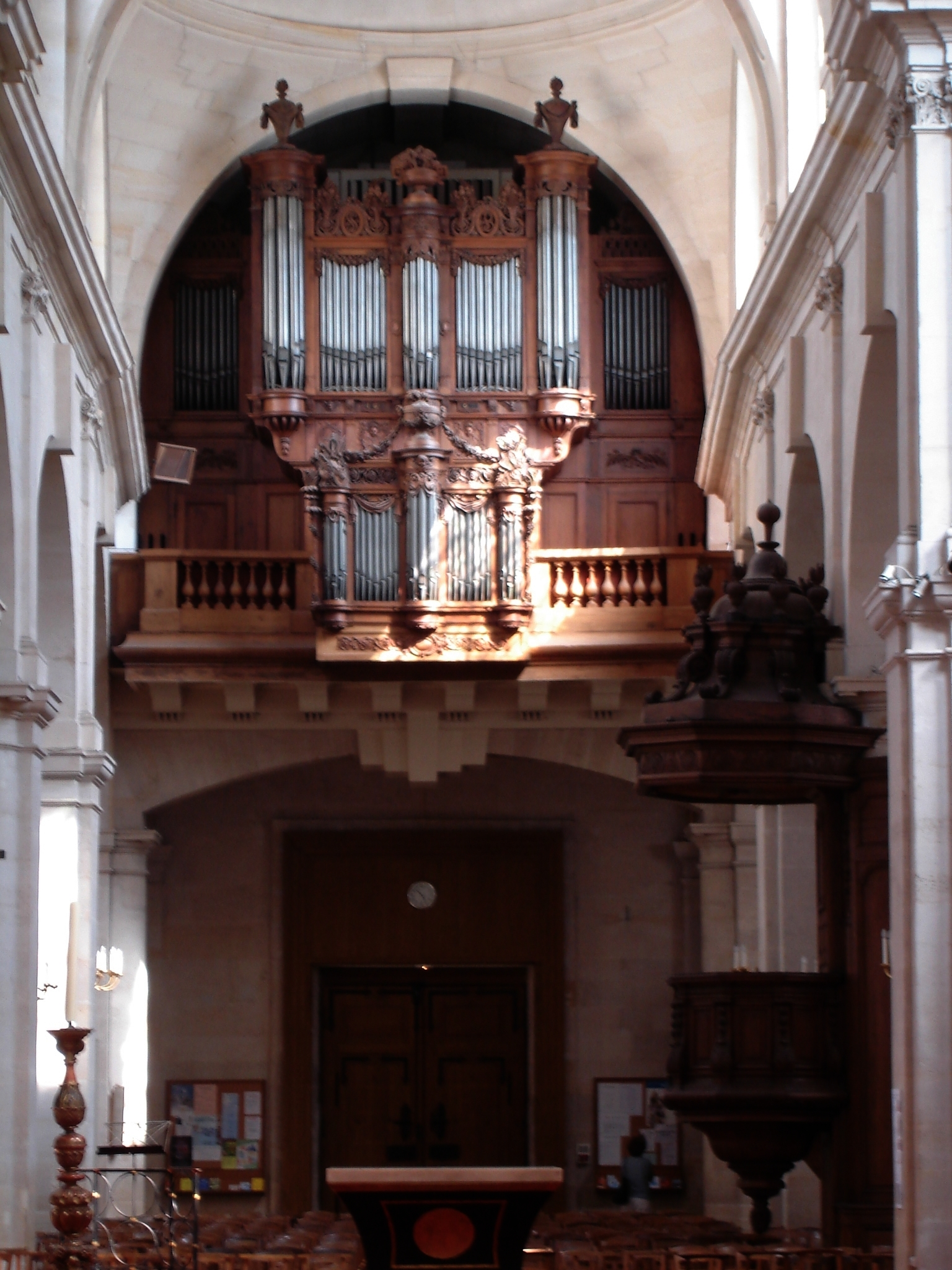
Orgel der Kirche Saint-Jacques-du-Haut-Pas

Die erste Orgel der Kirche St-Jacques-du-Haut-Pas wurde 1628 von dem Orgelbauer Vincent Coppeau erbaut. Das Instrument wurde im Laufe der Zeit mehrfach ersetzt. Als die Kirche Saint-Benoît-le-Bétourné im Jahre 1792 profaniert wurde, wurde die dort befindliche Orgel in Saint-Jacques-du-Haut-Pas aufgestellt. Das Instrument war im 16. Jahrhundert von dem Orgelbauer Jean Langhedul erbaut worden. Nach einer umfassenden Restaurierung durch den Orgelbauer François-Henri Clicquot wurde es in der Kirche Saint-Jacques aufgebaut. Die Orgel hatte 37 Register auf vier Manualen und Pedal. Erhalten ist davon nur der Orgelprospekt, der in das Jahr 1587 datiert wird. Die Verzierungen am Orgelprospekt greifen das Thema der Musik auf.
Das heutige Orgelwerk wurde 1971 von dem Orgelbauer Alfred Kern (Straßburg) erbaut. Das Instrument hat 47 Register auf vier Manualen und Pedal. Die Spiel- und Registertrakturen sind mechanisch.
| I Positif C–g3 |                  |        |
| 1.             | Montre           | 8′     |
| 2.             | Bourdon          | 8′     |
| 3.             | Prestant         | 4′     |
| 4.             | Flûte à cheminée | 4′     |
| 5.             | Nazard           | 2 ⁄3′  |
| 6.             | Doublette        | 2′     |
| 7.             | Tierce           | 1 3⁄5′ |
| 8.             | Larigot          | 1 ⁄3′  |
| 9.             | Plein-jeu V      |        |
| 10.            | Cromorne         | 8′     |
| 11.            | Dulcian          | 8′     |
|                | Tremblant        |        |

| II Grand Orgue C–g3 |                      |        |
| 12.                 | Bourdon              | 16′    |
| 13.                 | Montre               | 8′     |
| 14.                 | Bourdon              | 8′     |
| 15.                 | Gros nazard          | 5 1⁄3′ |
| 16.                 | Prestant             | 4′     |
| 17.                 | Grosse tierce        | 3 1⁄5′ |
| 18.                 | Doublette            | 2′     |
| 19.                 | Grande Fourniture II |        |
| 20.                 | Fourniture III       |        |
| 21.                 | Cymbale IV           |        |
| 22.                 | Cornet V             | 8′     |
| 23.                 | Voix humaine         | 8′     |
| 24.                 | Trompette            | 8′     |
| 25.                 | Clairon              | 4′     |
|                     | Tremblant            |        |

| III Récit expressif C–g3 |                 |       |
| 26.                      | Bourdon         | 8′    |
| 27.                      | Principal       | 4′    |
| 28.                      | Flûte à fuseau  | 4′    |
| 29.                      | Flûte           | 2′    |
| 30.                      | Sifflet         | 1′    |
| 31.                      | Sesquialtera II | 2 ⁄3′ |
| 32.                      | Cymbale IV      |       |
| 33.                      | Douçaine        | 16′   |
| 34.                      | Trompette       | 8′    |
|                          | Tremblant       |       |

| IV Solo g0–g3 |          |    |
| 36.           | Flûte    | 8′ |
| 37.           | Cornet V | 8′ |
| 38.           | Hautbois | 8′ |

| Pédale C–f1 |               |     |
| 39.         | Flûte         | 16′ |
| 40.         | Soubasse      | 16′ |
| 41.         | Flûte conique | 8′  |
| 42.         | Flûte         | 4′  |
| 43.         | Nachthorn     | 2′  |
| 44.         | Mixture V-VI  |     |
| 45.         | Bombarde      | 16′ |
| 46.         | Trompette     | 8′  |
| 47.         | Clairon       | 4′  |

- Koppeln: I/II, III/II, I/P, II/P, III/P

## Beisetzungen
Beigesetzt wurden in dieser Kirche:
- 1643: Jean Duvergier de Hauranne, Abt von Saint-Cyran († 1643 im Alter von 62 Jahren)
- 1679: die Eingeweide der Herzogin von Longueville († 1679), ihr Leichnam wurde bei den Karmelitinnen des Faubourg Saint-Jacques bestattet, ihr Herz im Kloster Port Royal des Champs. Nach der Schließung dieses Klosters kam auch das Herz nach Saint-Jacques-du-Haut-Pas.
- 1712: Jean-Dominique Cassini († 1712 im Alter von 87 Jahren)
- 1783: Jean-Denis Cochin († 1783 im Alter von 57 Jahren), Abt, Pfarrer von Saint-Jacques-du-Haut-Pas. Nach ihm ist das Hôpital Cochin benannt.